# 1269
- Wikisource

| Calendário gregoriano                                                        | 1269 MCCLXIX                                          |
| Ab urbe condita                                                              | 2022                                                  |
| Calendário arménio                                                           | 718 – 719                                             |
| Calendário bahá'í                                                            | -575 – -574                                           |
| Calendário budista                                                           | 1813                                                  |
| Calendário chinês                                                            | 3965 – 3966 Início a 4 de fevereiro (aproximadamente) |
| Calendário copta                                                             | 985 – 986                                             |
| Calendário etíope                                                            | 1261 – 1262                                           |
| Calendários hindus - Vikram Samvat - Calendário nacional indiano - Cáli Iuga | 1324 – 1325 1190 – 1191 4369 – 4370                   |
| Calendário Holoceno                                                          | 11269                                                 |
| Calendário islâmico                                                          | 667 – 668                                             |
| Calendário judaico                                                           | 5029 – 5030                                           |
| Calendário persa                                                             | 647 – 648                                             |
| Calendário rúnico                                                            | 1519                                                  |
| Calendário solar tailandês                                                   | 1812                                                  |

1269 (MCCLXIX, na numeração romana) foi um ano comum do século XIII do Calendário Juliano, da Era de Cristo, e a sua letra dominical foi F (52 semanas), teve início a uma terça-feira e terminou também a uma terça-feira.
No reino de Portugal estava em vigor a Era de César que já contava 1307 anos.
| Ano completo                       |
| ---------------------------------- |
| Ano comum com início à terça-feira |

## Nascimentos
- Philip de Artois.
- Huang Gongwang, pintor chinês (morreu em 1354).
- Vedantadesika, poeta e filósofo hindu.

## Mortes
- John de Balliol, pai de John Balliol, Rei da Escócia.
- Svarn, Rei da Galiza.